# Liste der Stolpersteine in Laatzen
Die Liste der Stolpersteine in Laatzen gibt eine Übersicht über die im Rahmen der Aktion des Künstlers Gunter Demnig verlegten Stolpersteine in der Stadt Laatzen.
Die 10 × 10 × 10 cm großen Betonquader mit Messingtafel sind in den Bürgersteig vor jenen Häusern eingelassen, in denen die Opfer der nationalsozialistischen Gewaltherrschaft einmal zu Hause waren. Die Inschrift der Tafel gibt Auskunft über ihren Namen, ihr Alter und ihr Schicksal. Die Stolpersteine sollen dem Vergessen der Opfer entgegenwirken.

## Verlegte Stolpersteine
| Adresse                                                                | Name                 | Inschrift                                                                                                 | Verlegedatum  | Bild                              | Anmerkung |
| ---------------------------------------------------------------------- | -------------------- | --- | ------------- | --------------------------------- | --------- |
| Gleidingen, Hildesheimer Straße 522 (ehemals: Haus Nr. 53) (Standort)  | Erna Schönfeld       | HIER WOHNTE ERNA SCHÖNFELD GEB. JONAS JG. 1890 FLUCHT 1939 ENGLAND ÜBERLEBT                               | 25. Juni 2010 | Stolperstein Erna Schönfeld       |           |
| Gleidingen, Hildesheimer Straße 522 (ehemals: Haus Nr. 53) (Standort)  | Margret Schönfeld    | HIER WOHNTE MARGRET SCHÖNFELD JG. 1909 FLUCHT 1939 ENGLAND ÜBERLEBT                                       | 25. Juni 2010 | Stolperstein Margret Schönfeld    |           |
| Gleidingen, Hildesheimer Straße 522 (ehemals: Haus Nr. 53) (Standort)  | Otto Schönfeld       | HIER WOHNTE OTTO SCHÖNFELD JG. 1914 FLUCHT 1937 ARGENTINIEN ÜBERLEBT                                      | 25. Juni 2010 | Stolperstein Otto Schönfeld       |           |
| Gleidingen, Hildesheimer Straße 522 (ehemals: Haus Nr. 53) (Standort)  | Ruth Schönfeld       | HIER WOHNTE RUTH SCHÖNFELD JG. 1919 FLUCHT 1938 ENGLAND ÜBERLEBT                                          | 25. Juni 2010 | Stolperstein Ruth Schönfeld       |           |
| Gleidingen, Hildesheimer Straße 547 (Standort)                         | Max Cohnheim         | HIER WOHNTE MAX COHNHEIM JG. 1872 DEPORTIERT 1942 THERESIENSTADT ERMORDET IN TREBLINKA                    | 25. Juni 2010 | Stolperstein Max Cohnheim         |           |
| Gleidingen, Hildesheimer Straße 547 (Standort)                         | Selma Cohnheim       | HIER WOHNTE SELMA COHNHEIM GEB. GOLDSCHMIDT JG. 1879 DEPORTIERT 1942 THERESIENSTADT ERMORDET IN TREBLINKA | 25. Juni 2010 | Stolperstein Selma Cohnheim       |           |
| Gleidingen, Hildesheimer Straße 547 (Standort)                         | Wilhelm Cohnheim     | HIER WOHNTE WILHELM COHNHEIM JG. 1907 FLUCHT USA ÜBERLEBT                                                 | 25. Juni 2010 | Stolperstein Wilhelm Cohnheim     |           |
| Gleidingen, Hildesheimer Straße 547 (Standort)                         | Herbert Cohnheim     | HIER WOHNTE HERBERT COHNHEIM JG. 1913 FLUCHT 1940 USA ÜBERLEBT                                            | 25. Juni 2010 | Stolperstein Herbert Cohnheim     |           |
| Gleidingen, Hildesheimer Straße 563 (ehemals: Haus Nr. 138) (Standort) | Alfred Cohnheim      | HIER WOHNTE ALFRED COHNHEIM JG. 1889 DEPORTIERT 1942 GHETTO WARSCHAU TOT 1943                             | 12. Nov. 2008 | Stolperstein Alfred Cohnheim      |           |
| Gleidingen, Hildesheimer Straße 563 (ehemals: Haus Nr. 138) (Standort) | Alice Cohnheim       | HIER WOHNTE ALICE COHNHEIM GEB. EXAMUS JG. 1898 DEPORTIERT 1942 GHETTO WARSCHAU TOT 1943                  | 12. Nov. 2008 | Stolperstein Alice Cohnheim       |           |
| Gleidingen, Hildesheimer Straße 563 (ehemals: Haus Nr. 138) (Standort) | Fritz Cohnheim       | HIER WOHNTE FRITZ COHNHEIM JG. 1923 DEPORTIERT 1942 GHETTO WARSCHAU TOT 1943                              | 12. Nov. 2008 | Stolperstein Fritz Cohnheim       |           |
| Gleidingen, Hildesheimer Straße 563 (ehemals: Haus Nr. 138) (Standort) | Hans Werner Cohnheim | HIER WOHNTE HANS WERNER COHNHEIM JG. 1926 DEPORTIERT 1942 GHETTO WARSCHAU TOT 1943                        | 12. Nov. 2008 | Stolperstein Hans Werner Cohnheim |           |
| Gleidingen, Hildesheimer Straße 571 (ehemals: Haus Nr. 76) (Standort)  | Louis Schönfeld      | HIER WOHNTE LOUIS SCHÖNFELD JG. 1871 FLUCHT 1939 SÜDAFRIKA ÜBERLEBT                                       | 6. Mai 2011   | Stolperstein Louis Schönfeld      |           |
| Gleidingen, Hildesheimer Straße 571 (ehemals: Haus Nr. 76) (Standort)  | Franziska Schönfeld  | HIER WOHNTE FRANZISKA SCHÖNFELD JG. 1881 FLUCHT 1939 SÜDAFRIKA ÜBERLEBT                                   | 6. Mai 2011   | Stolperstein Franziska Schönfeld  |           |
| Gleidingen, Hildesheimer Straße 571 (ehemals: Haus Nr. 76) (Standort)  | Sigbert Schönfeld    | HIER WOHNTE SIGBERT SCHÖNFELD JG. 1909 FLUCHT 1933 SÜDAFRIKA ÜBERLEBT                                     | 6. Mai 2011   | Stolperstein Sigbert Schönfeld    |           |
| Gleidingen, Hildesheimer Straße 571 (ehemals: Haus Nr. 76) (Standort)  | Jeanne Schönfeld     | HIER WOHNTE JEANNE SCHÖNFELD GEB. SCHÖNFELD JG. 1905 FLUCHT 1938 USA ÜBERLEBT                             | 6. Mai 2011   | Stolperstein Jeanne Schönfeld     |           |